# Ульянов, Пётр Лаврентьевич
Пётр Лавре́нтьевич Улья́нов (3 мая 1928 — 13 ноября 2006) — советский и российский математик, член-корреспондент АН СССР и академик РАН, лауреат Государственной премии, заведующий кафедрой теории функций и функционального анализа механико-математического факультета МГУ, профессор (1960).

## Биография
Пётр Лаврентьевич Ульянов родился 3 мая 1928 года в селе Слепцовка Кологривской волости Аткарского уезда Саратовской губернии (ныне — в Татищевском районе Саратовской области). В силу различных обстоятельств учился он в пяти различных школах. Последние три года он изучал математику в средней школе села Новые Бурасы. В 1945 году после окончания школы поступил на механико-математический факультет Саратовского государственного университета. Темой дипломной работы Ульянова было новое доказательство теоремы Каратеодори о соответствии границ при конформном отображении.
В 1950 году окончил Саратовский университет, после чего поступил в аспирантуру механико-математического факультета МГУ. В 1953 досрочно защитил диссертацию на соискание учёной степени кандидата физико-математических наук (тема — «Применение A-интеграла к тригонометрическим рядам и некоторые локальные теоремы о сходимости рядов Фурье»). Из-за отсутствия жилья в Саратове остался работать в МГУ.
Работая преподавателем мехмата МГУ, он читал обязательные и специальные курсы «Теория функций действительного переменного», «Теория функций комплексного переменного», «Функциональный анализ», «Мера и интеграл», «Теория интеграла», «Теория суммирования рядов», «Тригонометрические ряды», «Ортогональные ряды», «Решённые и нерешённые задачи в теории ортогональных рядов», «Теоремы вложения»; возглавлял общероссийский научный семинар, руководил научной работой студентов и аспирантов.
В 1959 году П. Л. Ульянов защищает диссертацию на соискание учёной степени доктора физико-математических наук (тема — «Интеграл типа Коши. Сходимость и суммируемость»); в 1960 году он становится профессором. С 1979 года по 2006 год был заведующим кафедрой теории функций и функционального анализа мехмата МГУ.
29 декабря 1981 года П. Л. Ульянов был избран членом-корреспондентом АН СССР (с 1991 года — РАН) по Отделению математики. 25 мая 2006 года его избрали действительным членом РАН по Отделению математических наук (математика).
С 1954 года — член Московского математического общества. Был членом редколлегий журналов «Математический сборник», «Математические заметки», «Analysis Mathematica», «Математические заметки», «Вестник Московского университета. Серия „Математика“».
Скончался 13 ноября 2006 года в Москве. Похоронен на Троекуровском кладбище.

## Научные интересы
Основные направления научной деятельности П. Л. Ульянов относятся к теория интеграла и его применениям в действительном и комплексном анализе, теории тригонометрических и ортогональных рядов, рядов Хаара, вопросам суммирования рядов и последовательностей, теоремам вложения, теории приближения функций, алгебрам функций.
Автор более 160 научных работ. Входил в редакцию «Математической энциклопедии». Подготовил 44 кандидата и 11 докторов наук.

### Зимние школы по теории функций
П. Л. Ульянов был председателем оргкомитета «Саратовских зимних школ по теории функций и приближений», основателем которых был профессор СГУ Андрей Андреевич Привалов. Школы проходят в Саратове с 1982 года регулярно раз в два года. Ульянов старался на каждой из школ для молодых математиков со всей России читать обзорные лекции.

## Награды и премии
- Орден Почёта (1998)[1]
- Орден Дружбы народов (1980)[1]
- Орден Трудового Красного Знамени (1988)[1]
- Лауреат Государственной премии РФ (1993) — за цикл работ по метрической теории функций[1][6]
- Звание «Заслуженный профессор Московского университета» (1998)[1]